# Skeptrostachys balanophorostachya
Skeptrostachys balanophorostachya är en orkidéart som först beskrevs av Heinrich Gustav Reichenbach och Johannes Eugen ius Bülow Warming, och fick sitt nu gällande namn av Leslie Andrew Garay. Skeptrostachys balanophorostachya ingår i släktet Skeptrostachys och familjen orkidéer. Inga underarter finns listade i Catalogue of Life.